# Gillbeea whypallana
Gillbeea whypallana là một loài thực vật có hoa trong họ Cunoniaceae. Loài này được Rozefelds & Pellow mô tả khoa học đầu tiên năm 2000.